# Kayentachelys
Kayentachelys ("caparazón de Kayenta") es un género extinto de tortuga criptódira que vivió durante el Jurásico Inferior en la Formación Kayenta en el norte de Arizona, Estados Unidos. Kayentachelys medía aproximadamente 0.5 metros de ancho y 0.6 metros de largo. Vivió en un ambiente dominado por corrientes de agua y dunas.